# 1916年のメジャーリーグベースボール
以下は、メジャーリーグベースボール（MLB）における1916年のできごとを記す。
1916年4月12日に開幕し10月12日に全日程を終え、ナショナルリーグはブルックリン・ロビンス(後のドジャース)が1900年以来16年ぶり3度目の優勝で、アメリカンリーグはボストン・レッドソックスが2年連続5度目の優勝となった。
ワールドシリーズはボストン・レッドソックスがブルックリン・ロビンスを4勝1敗で破り、ワールドシリーズ3度目の制覇であった。
1915年のメジャーリーグベースボール - 1916年のメジャーリーグベースボール - 1917年のメジャーリーグベースボール

## できごと
アメリカン・リーグはボストン・レッドソックスがトリス・スピーカー（この年に打率.386で首位打者）とスモーキー・ジョー・ウッド投手を放出したが、若手のベーブ・ルースが23勝、しかも最優秀防御率1.75でこの年にレッドソックスのエースとなった。そしてアーニー・ショアとダッチ・レナードの強力な投手陣を揃えてリーグ優勝を果たした。
ナショナル・リーグは、ブルックリン・ロビンス(現ロサンゼルス・ドジャース)がウィルバート・ロビンソン監督の下で主砲ザック・ウィート（この年29試合連続安打して打率.312）と1913年と1914年に首位打者となったジェイク・ドーバート、エースのジェフ・フェファー（25勝）を中心に活躍して長い低迷から抜け出して、16年ぶりにリーグ優勝だった。
ワールドシリーズでは、レッドソックスが大方の予想通り完勝でブルックリン・ロビンスを圧倒した。

### トリス・スピーカー
かつてはハリー・フーパー、ダフィー・ルイスとの3人でレッドソックスの「100万ドルの外野陣」と呼ばれたが、この年にクリーブランド・インディアンスに移り、打率.386で首位打者となった。これは彼にとって最初で最後の首位打者であった。生涯通算打率.345で首位打者が1回だけであったのは同時代にタイ・カッブ（首位打者12回）がいたためである。しかしトリス・スピーカーの真骨頂は守備であった。外野手(センター)として1試合補殺4、ダブルプレー5回を記録(いずれもリーグ歴代1位)し、さらに生涯通算補殺450(449とする資料もある)、ダブルプレー135回はメジャーリーグ史上トップの記録である。スピーカーの守備力は高い評価を受けており、外野フライを取ったあとそのまま2塁へ走って踏んでのダブルプレーを4回達成(これはメジャーリーグのタイ記録)している。通算打率.345(史上5位)、通算安打3514本(史上5位)、通算二塁打792本(史上1位)、通算三塁打222本(史上6位)、通算本塁打117本の生涯記録は中距離打者として見事なものである。守備と打撃を加えた総合力ではカッブよりもスピーカーの方が上という意見が強くあったと言われている。1919年から選手兼任監督となり、そして1926年のシーズン終了後にカッブとの八百長疑惑事件に巻き込まれて、翌年セネタースに移り、さらに次の1928年にコニー・マック監督のアスレチックスに移ったが、皮肉にもそこにはタイ・カッブがいて、両者ともこの年に揃って引退した。(1937年に殿堂入り）

### ブルックリンの再建
ブルックリン・ロビンス（旧スーパーパス）は1899年と1900年に優勝して以降20世紀に入ってから成績が低迷し、チームは1904年から11年連続で負け越しを続けた。1913年に本拠地をワシントン・パークからエベッツ・フィールドへ移し、1914年に「アンクル・ロビー」ことウィルバート・ロビンソンが監督に就任しチーム名も「ロビンズ」（この名称はロビンソン監督に由来している）に変えたことで、ようやくチームは再建された。ロビンソンは19世紀のアメリカンアソシェーションのフィラデルフィア・アスレチックス（コニー・マックのアスレチックスとは別球団）や19世紀のナショナルリーグのボルチモア・オリオールズ（後のヤンキースや現在の同名球団とは別球団）の選手（捕手であった）で、世紀の変わり目にチームをリーグ優勝に導いたネッド・ハンロンの愛弟子であり、ジョン・マグローと行動を共にして、20世紀に入ってアメリカンリーグ創設時のボルチモア・オリオールズ（後のニューヨーク・ヤンキース）にも在籍した。選手を引退してから1911年からマグローのジャイアンツのコーチを経て1914年から1931年まで18年間ブルックリン・ロビンスの監督を務めた。選手として、コーチ・監督として約50年の球歴の持ち主である。1934年死去。（1945年殿堂入り）

### マグローのチーム改造
ニューヨーク・ジャイアンツは前年最下位となり、この年も前半は不調でついにマグロー監督は7月20日に意を決して衰えが見えてきたエースのクリスティ・マシューソンら3人をシンシナチ・レッズに放出し、8月26日にはフレッド・マークル、マカーティ捕手をブルックリン・ロビンスに放出し、さらにシカゴ・カブスとの間で幻の三冠王ヘイニー・ジマーマン遊撃手を獲得するために主将のラリー・ドイル二塁手ら2名をトレードに出した。ジャイアンツはこれで立ち直った。9月7日から9月30日に敗れるまで破竹の26連勝を記録したが順位は4位のままであった。しかし、翌年はジャイアンツの6度目の優勝となった。

### 記録
- タイ・カッブは打率.371でトリス・スピーカーの打率.386に及ばず惜しくも10年連続首位打者は成らなかった。しかし盗塁68で5度目の盗塁王となった。カッブは翌1917年から3年連続首位打者をとっている。
- フィラデルフィア・フィリーズのピート・アレクサンダーはこの年も投手三冠(最多勝33勝・最多奪三振167・最優秀防御率1.55)を達成した。その中で38試合に完投して完封が16試合あり、このシーズン完封16は現在までメジャーリーグ記録である。ただし19世紀の1876年にセントルイス・ブラウンストッキングス (1875-1877年) のジョージ・ブラッドリー が同じ16完封を記録しておりタイ記録であった。またアレクサンダーは生涯通算90完封で、史上2位でナショナルリーグ記録である。(1位はウォルター・ジョンソンの110)
- ニューヨーク・ジャイアンツの26連勝(正確には26勝1引き分け)の記録は、現在までのメジャーリーグ記録である。ただし引き分けを挟んでいるので完全な連勝記録は2017年にクリーブランド・インディアンスが作った22連勝である。

## 最終成績

### レギュラーシーズン
| 順 | チーム                           | 勝利 | 敗戦 | 勝率 | G差  |
| -- | -------------------------------- | ---- | ---- | ---- | ---- |
| 1  | ボストン・レッドソックス         | 91   | 63   | .591 | --   |
| 2  | シカゴ・ホワイトソックス         | 89   | 65   | .578 | 2.0  |
| 3  | デトロイト・タイガース           | 87   | 67   | .565 | 4.0  |
| 4  | ニューヨーク・ヤンキース         | 80   | 74   | .519 | 11.0 |
| 5  | セントルイス・ブラウンズ         | 79   | 75   | .513 | 12.0 |
| 6  | クリーブランド・インディアンス   | 77   | 77   | .500 | 14.0 |
| 7  | ワシントン・セネタース           | 76   | 77   | .497 | 14.5 |
| 8  | フィラデルフィア・アスレチックス | 36   | 117  | .235 | 54.5 |

| 順 | チーム                       | 勝利 | 敗戦 | 勝率 | G差  |
| -- | ---------------------------- | ---- | ---- | ---- | ---- |
| 1  | ブルックリン・ロビンス       | 94   | 60   | .610 | --   |
| 2  | フィラデルフィア・フィリーズ | 91   | 62   | .595 | 2.5  |
| 3  | ボストン・ブレーブス         | 89   | 63   | .586 | 4.0  |
| 4  | ニューヨーク・ジャイアンツ   | 86   | 66   | .566 | 7.0  |
| 5  | シカゴ・カブス               | 67   | 86   | .438 | 26.5 |
| 6  | ピッツバーグ・パイレーツ     | 65   | 89   | .422 | 29.0 |
| 7  | シンシナティ・レッズ         | 60   | 93   | .392 | 33.5 |
| 8  | セントルイス・カージナルス   | 60   | 93   | .392 | 33.5 |

### ワールドシリーズ
- レッドソックス 4 - 1 ロビンス

| 10/ 7 – | ロビンス       | 5 | - | 6 |  | レッドソックス |            |
| 10/ 9 – | ロビンス       | 1 | - | 2 |  | レッドソックス | (延長14回) |
| 10/10 – | レッドソックス | 3 | - | 4 |  | ロビンス       |            |
| 10/11 – | レッドソックス | 6 | - | 2 |  | ロビンス       |            |
| 10/12 – | ロビンス       | 1 | - | 4 |  | レッドソックス |            |

## 個人タイトル

### アメリカンリーグ
| 項目   | 選手                     | 記録 |
| ------ | ------------------------ | ---- |
| 打率   | トリス・スピーカー (CLE) | .386 |
| 本塁打 | ウォーリー・ピップ (NYY) | 12   |
| 打点   | デル・パレット (SLA)     | 103  |
| 得点   | タイ・カッブ (DET)       | 113  |
| 安打   | トリス・スピーカー (CLE) | 211  |
| 盗塁   | タイ・カッブ (DET)       | 68   |

| 項目   | 選手                         | 記録 |
| ------ | ---------------------------- | ---- |
| 勝利   | ウォルター・ジョンソン (WS1) | 25   |
| 敗戦   | ジョー・ブッシュ (PHA)       | 24   |
| 防御率 | ベーブ・ルース (BOS)         | 1.75 |
| 奪三振 | ウォルター・ジョンソン (WS1) | 228  |
| 投球回 | ウォルター・ジョンソン (WS1) | 369⅔ |
| セーブ | ボブ・ショーキー (NYY)       | 8    |

### ナショナルリーグ
| 項目   | 選手                             | 記録 |
| ------ | -------------------------------- | ---- |
| 打率   | ハル・チェイス (CIN)             | .339 |
| 本塁打 | デーブ・ロバートソン (NYG)       | 12   |
| 本塁打 | サイ・ウィリアムズ (CHC)         | 12   |
| 打点   | ヘイニー・ジマーマン (CHC / NYG) | 83   |
| 得点   | ジョージ・バーンズ (NYG)         | 105  |
| 安打   | ハル・チェイス (CIN)             | 184  |
| 盗塁   | マックス・キャリー (PIT)         | 63   |

| 項目   | 選手                         | 記録 |
| ------ | ---------------------------- | ---- |
| 勝利   | ピート・アレクサンダー (PHI) | 33   |
| 敗戦   | リー・メドウズ (STL)         | 23   |
| 防御率 | ピート・アレクサンダー (PHI) | 1.55 |
| 奪三振 | ピート・アレクサンダー (PHI) | 167  |
| 投球回 | ピート・アレクサンダー (PHI) | 389  |
| セーブ | レッド・エイムズ (STL)       | 8    |